# Familia criminal de Los Ángeles
La Familia criminal de Los Ángeles, también conocida como la Mafia de Los Ángeles o la Familia criminal del sur de California', es una familia criminal ítaloestadounidense que opera en Los Ángeles como parte de la Mafia estadounidense. Desde su creación a principios del siglo XX, se ha extendido por todo el sur de California. Como la mayoría de las familias mafiosas de Estados Unidos, la familia criminal de Los Ángeles adquirió poder al contrabandear alcohol durante la época de la Ley Seca. La familia criminal de Los Ángeles alcanzó su máximo poder en los años 40 y principios de los 50 con Jack Dragna, aunque nunca fue más grande que las de Nueva York o Chicago. La propia familia criminal de Los Ángeles ha experimentado un declive gradual, con el Chicago Outfit representándole en La Comisión desde la muerte del jefe Jack Dragna en 1956.
Las fuentes de gran parte de la información actual sobre la historia de la Cosa Nostra de Los Ángeles son los testimonios en los tribunales y las biografías publicadas de Aladena "Jimmy la Comadreja" Fratianno, que a finales de los 70 se convirtió en el segundo miembro -y el primer jefe en funciones- de la historia de la Mafia estadounidense en testificar contra miembros de la Mafia, y El último mafioso (1981), una biografía de Fratianno escrita por Ovidio Demaris. Desde la década de 1980, la Ley RICO ha sido eficaz a la hora de condenar a mafiosos y reducir la Mafia estadounidense. Como todas las familias de Estados Unidos, la Mafia de Los Ángeles ya sólo ostenta una fracción de su antiguo poder. Al no haber una fuerte concentración de italoestadounidenses en la región, la familia tiene que enfrentarse a las numerosas bandas callejeras de otras etnias de la ciudad. La familia criminal de Los Ángeles es la última familia mafiosa que queda en el estado de California.

## Orígenes y predecesores

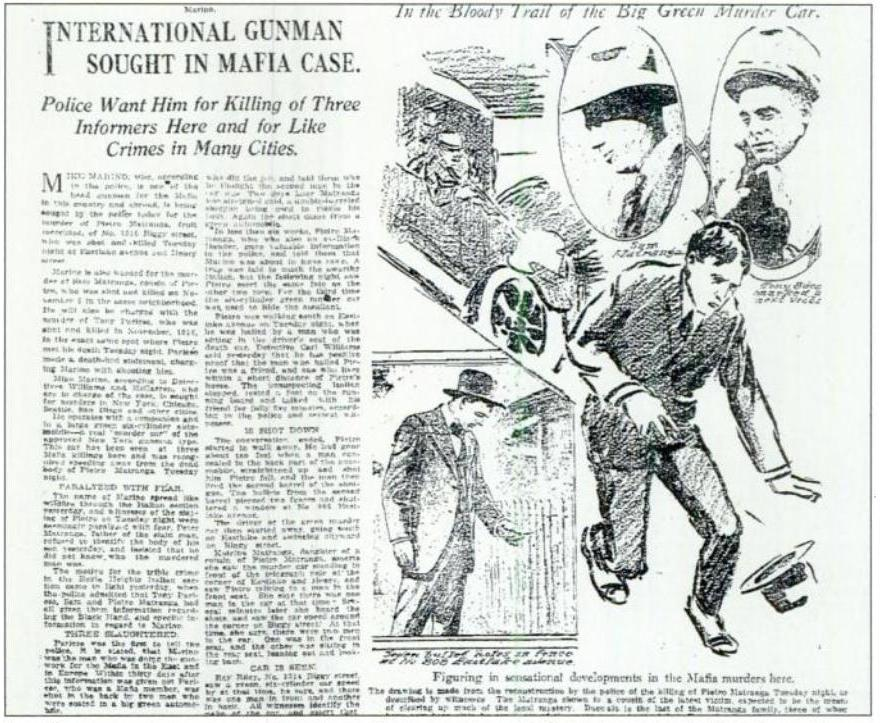
Los Angeles Times en 1917. En la esquina superior derecha aparecen Sam Matranga y Tony Buccola. El dibujo es una representación del asesinato de Pietro Matranga

Los primeros años del crimen organizado en California estuvieron marcados por la división de varias bandas callejeras italianas como las organizaciones Mano Negra a principios del siglo XX. La más destacada de ellas era la Familia Matranga. Que eran una familia de origen Arbereshe de una familia noble albanesa que se asentó en el sur de Italia hace cientos de años. Su negocio legítimo era la venta de fruta. Por lo demás, utilizaban las amenazas, la violencia, los incendios provocados y la extorsión para controlar la zona de la Plaza, que era el corazón de la comunidad italoestadounidense de Los Ángeles en aquella época. Su primer líder fue Rosario "Sam" Matranga (a menudo mal informado como "Orsario", debido a un error tipográfico en su acta de defunción), que comenzó a liderar la familia alrededor de 1905. Salvatore Matranga, Pietro "Peter" Matranga y Antonio "Tony" Matranga, parientes de Sam, eran otros miembros de la banda.
Cuando el destacado líder de la Mano Negra Joseph Ardizzone se vio envuelto en una disputa con George Maisano, miembro de la banda Matranga, ambos acudieron a Joseph Cuccia para que mediara en la disputa. Cuccia era un criminal muy respetado entre los bajos fondos, que servía de traductor en los tribunales para los italianos que no hablaban inglés. Esto le convirtió en un hombre muy querido en la comunidad italiana. Cuccia era pariente de Ardizzone y gobernaba a su favor, lo que hizo que los Matrangas amenazaran a Cuccia. En respuesta, Ardizzone disparó y mató a Maisano el 2 de julio de 1906. Ardizzone huyó entonces de las autoridades y se convirtió en un fugitivo buscado.

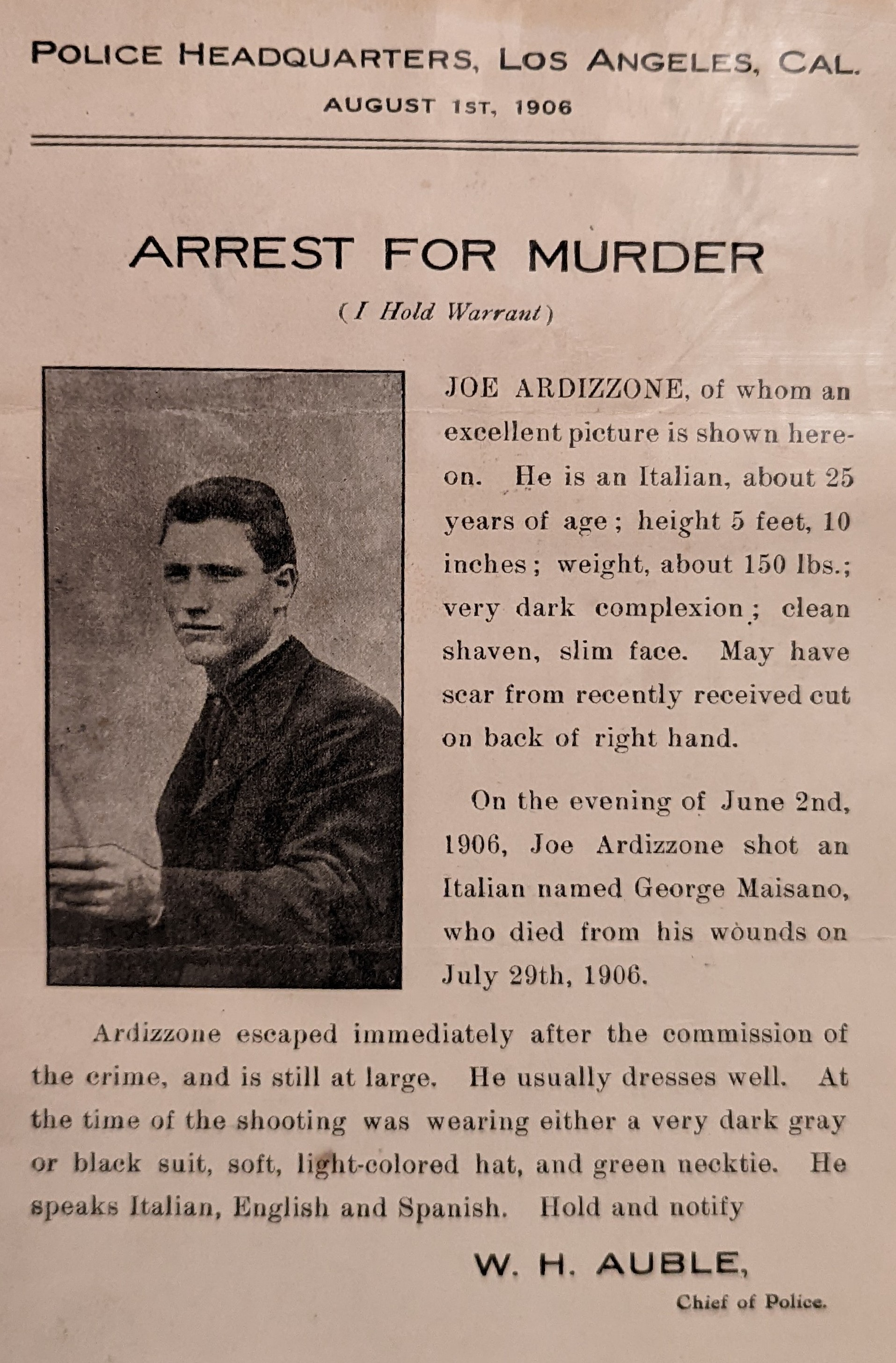
Se busca a Joe Ardizzone

Con Ardizzone desaparecido, los Matrangas cumplieron su promesa de venganza. El 25 de septiembre de 1906, Cuccia fue asesinado a tiros, supuestamente por Tony Matranga. Sin Ardizzone ni Cuccia, los Matranga se convirtieron en la fuerza criminal dominante en la comunidad italiana de la Plaza. Para ampliar su poder comenzaron a cooperar con la policía. Entregando información sobre sus enemigos y recibiendo inmunidad por la mayoría de sus delitos, los Matranga pudieron ampliar su poder e influencia. Ardizzone regresó a Los Ángeles en 1914 y reanudó su enemistad con la familia Matranga. Sam y su sucesor, Pietro "Peter" Matranga, fueron asesinados con 33 días de diferencia en 1917. Mike Marino (alias Mike Rizzo), un aliado de Ardizzone, fue el responsable de los asesinatos. Aunque su siguiente líder, el primo Tony Buccola pudo vengarse y matar a Marino en 1919, muchos años de violencia arruinaron a la familia Matranga. Cada vez estaba más claro que la facción de Ardizzone estaba ganando la guerra. Con el auge de los contrabandistas en la década de 1920, el poder de los Matranga decayó y fue eliminado con la desaparición de Buccola en 1930.
Vito Di Giorgio, un miembro de la Mano Negra y propietario de una tienda de comestibles, se trasladó a Estados Unidos desde Palermo, Sicilia en 1904, y a Los Ángeles desde Nueva Orleans en 1920. Con la continua disputa entre Ardizzone y Matranga, Di Giorgio pudo trasladarse a Los Ángeles y poner algo de orden en los bajos fondos de Los Ángeles. Di Giorgio era conocido como un hombre intimidante y enérgico que estaba en conflicto con varias facciones de los bajos fondos locales. Di Giorgio mantenía fuertes conexiones con mafiosos de Nueva Orleans, Colorado y Chicago, y era primo, amigo íntimo y socio mafioso del mafioso neoyorquino Giuseppe Morello, el primer jefe de la familia criminal Morello. Sobrevivió a dos atentados contra su vida antes de ser asesinado en Chicago en 1922 mientras se cortaba el pelo. Su subjefe Rosario DeSimone, que se trasladó de Pueblo, Colorado a Los Ángeles más o menos al mismo tiempo que Di Giorgio, fue otra figura poderosa durante mucho tiempo que se mantuvo fuera de la ciudad y operaba discretamente los negocios de contrabando en el condado de Los Ángeles. DeSimone abandonó oficialmente el puesto más alto en la década de 1920, pero seguía siendo una figura poderosa dentro del hampa de Los Ángeles.
Albert Marco se hizo con el control de Los Ángeles en la década de 1920 no trabajando con la mafia local, sino con la "Banda del Ayuntamiento", una maquinaria política de Los Ángeles dirigida por Kent Kane Parrot y Charles H. Crawford. Esto transformó a Marco en el Vice Lord de Los Ángeles, ganando 500.000 dólares sólo con la prostitución en burdeles. Con Crawford y Parrot controlando el ayuntamiento y la prensa local, la banda del ayuntamiento pudo operar en la sombra con el contrabando, la prostitución y las apuestas ilegales sin apenas escrutinio policial. Todo cambió cuando Marco fue condenado por agresión con arma de fuego en 1928, y la Banda del Ayuntamiento se desmoronó después de que un movimiento reformista arrasara Los Ángeles a finales de la década de 1920. Desde entonces, una serie de mafiosos lucharon por hacerse con el control de las operaciones de licor que Marco y la Banda del Ayuntamiento dominaban anteriormente. En 1928, August Palumbo fue el séptimo contrabandista asesinado en un periodo de seis semanas. Palumbo era el antiguo lugarteniente de Marco y fue asesinado por negarse a alinearse con DeSimone. El lugarteniente de DeSimone, Dominic DiCiolla (alias Dominick De Soto) fue absuelto del asesinato y tomó el control de las operaciones de licor de Palumbo. Cuando trató de desafiar a los poderes superiores introduciéndose en los chanchullos del juego sindicado, fue asesinado en 1931.

## Historia

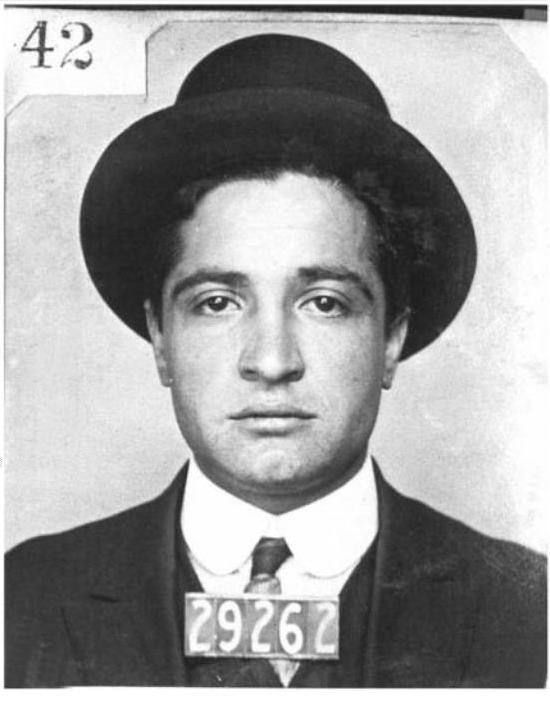
Jack Dragna en 1915

Joseph "Iron Man" Ardizzone regresó a California en 1914 y fue absuelto del asesinato de Maisano en 1915 por falta de pruebas y de testigos dispuestos a declarar. Regresó al poder y rápidamente comenzó a expandir sus garitos en Los Ángeles. Ardizzone se asoció con Jack Dragna y trabajaron juntos durante más de 10 años. Durante la prohibición, los dos tuvieron éxito dirigiendo operaciones de contrabando en el sur de California, así como apuestas ilegales y extorsión. A finales de la década de 1920 estaba expandiendo rápidamente su poder e influencia. A finales de esa década, Dragna y Johnny Roselli luchaban constantemente contra Charlie Crawford por el control de los lucrativos negocios de contrabando. Con las muertes de Buccola y DiCiolla en 1930 y 1931, respectivamente, Ardizzone (sospechoso de ambos asesinatos) se convirtió en el líder indiscutible del crimen en Los Ángeles. Creó la Liga Protectora Italiana, con Dragna como presidente, Ardizzone como vicepresidente y el senador del Estado de California Joseph Pedrotti como presidente. La organización tenía algunos motivos políticos y sociales, pero sobre todo servía de fuerza para la familia criminal. Su reinado como jefe terminó cuando Ardizzone desapareció misteriosamente en 1931 mientras conducía hacia la casa de su primo en Etiwanda.

### Época Dragna
Jack Dragna tomó el control de la familia tras la muerte de Ardizzone en 1931, e hizo las paces con el Sindicato Nacional de la Mafia. Además, su hermano Tom Dragna fue nombrado su consigliere, mientras que su sobrino Louis Tom Dragna se convirtió en made man en 1947. Dragna fue el jefe más exitoso que tuvo la familia de Los Ángeles. Aunque no fue capaz de infiltrarse en muchos de los sindicatos de la industria del entretenimiento, involucró a la familia de Los Ángeles en el negocio del entretenimiento y llevó a la mafia de Los Ángeles a la escena nacional. Fue honrado con un puesto en La Comisión, el único capo al oeste de Chicago en ocupar un puesto en el consejo. Cuando terminó la prohibición en 1933, Dragna dirigió un enorme negocio de usura y juego ilegal. Junto con su estrecho colaborador John Roselli, la familia mafiosa de Dragna puso fin a las guerras entre bandas locales al expulsar del negocio al sindicato del juego más antiguo, dirigido por Guy McAfee y Milton "Farmer" Page. Dragna y Roselli trabajaron con Joe Shaw (hermano del alcalde Frank Shaw) para acabar con los corredores de apuestas de Los Ángeles, muchos de los cuales huyeron a Las Vegas. En 1937, la familia criminal de Los Ángeles controlaba el juego ilegal en Los Ángeles.
En el caso de los corredores de apuestas independientes, Dragna recurría a la extorsión para recaudar dinero de sus operaciones. Mientras que la mayoría de los mafiosos se limitaban a amenazar con hacer daño a un negocio por no pagar tributo a su organización (chantaje por protección), la familia de Dragna ideó una forma de actuar más sofisticada. Dragna enviaba a sus hombres para amenazar a las empresas y luego los propietarios pagaban a Dragna por su protección (sin saber que eran los propios hombres de Dragna). Sin embargo, Dragna no era capaz de controlar el 100% de los negocios de apuestas independientes. Además de evitar los focos y la vida pública, Dragna solía tener fama de ser un gobernante débil. Según Mickey Cohen, Dragna tenía mucho poder y era muy respetado, pero no organizaba las cosas como preferían los jefes de la costa este. Aunque en la costa oeste no había tantos italianos para reclutar como en el este, la familia de Los Ángeles se las arregló para aceptar a miembros de todo el país, como Johnny Roselli de Chicago, Nick Licata de Detroit, y Aladena "Jimmy la Comadreja" Fratianno y Dominic Brooklier de Cleveland. Armado con los mejores asesinos a sueldo Frank Bompensiero y Jimmy Fratianno (que cometieron más de 30 asesinatos por orden de sus superiores), Dragna se abrió camino a marchas forzadas para controlar un territorio que se extendía por California y el sur de Nevada. La familia Dragna también tenía conexiones dentro del Departamento del Sheriff del Condado de Los Ángeles, que era más corrupto que la policía de la ciudad (el LAPD). Aunque no tuvo una gran participación en los chanchullos sindicales, la familia criminal Dragna se infiltró en algunos sindicatos del negocio de la lavandería y la importación de ropa.

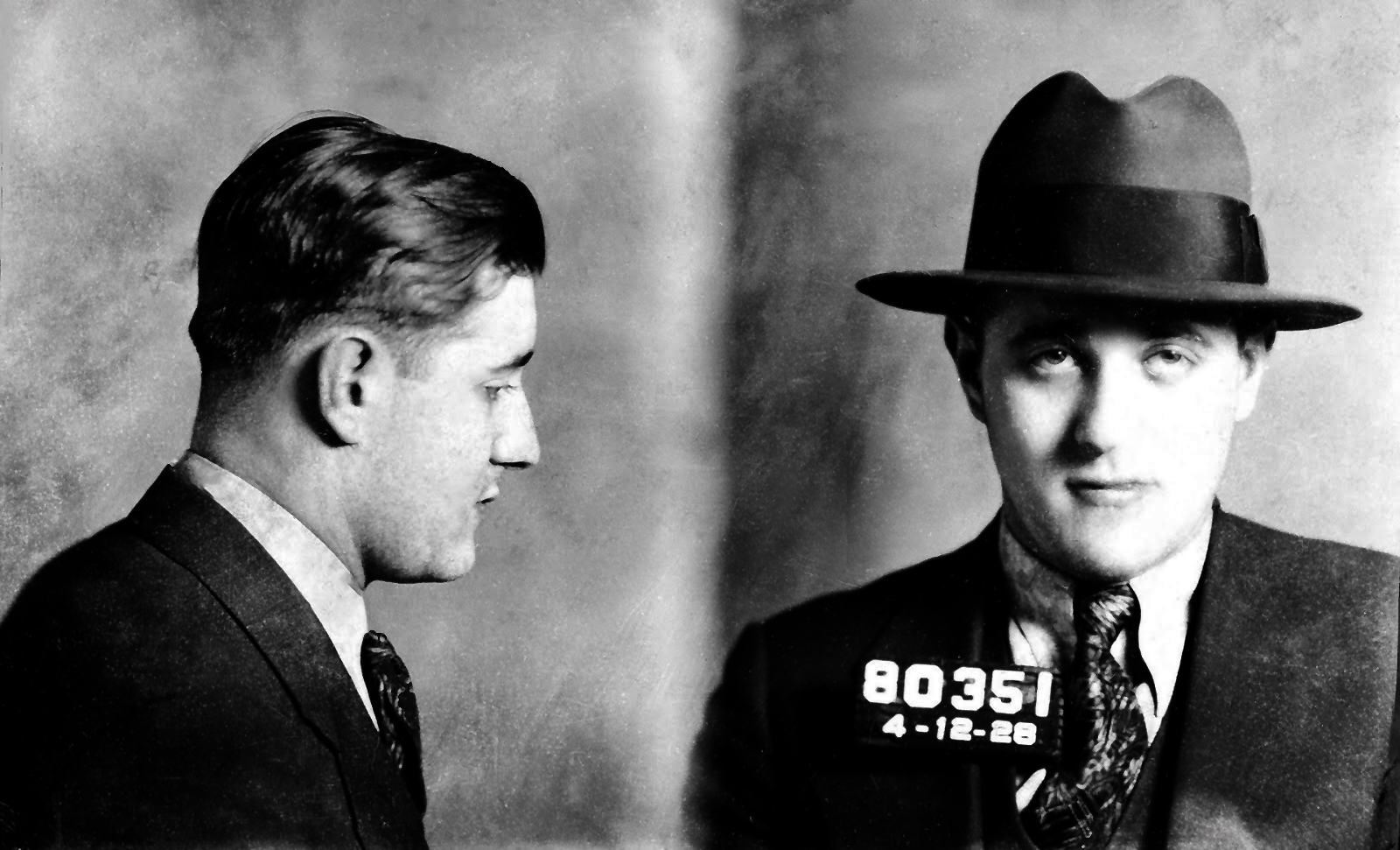
Benjamin "Bugsy" Siegel se trasladó a Los Ángeles en 1937 y permaneció en la Costa Oeste hasta su muerte en 1947

Cuando Lucky Luciano envió a Benjamin "Bugsy" Siegel de Nueva York a Los Ángeles para hacerse con el control de sus intereses en la Costa Oeste (incluido Las Vegas), formó una incómoda sociedad con Dragna. Siegel consiguió que corredores de apuestas independientes pagaran tributo al ya floreciente negocio de juego de Dragna. Aparte de esto, a Dragna le molestaba el poder de Siegel para infiltrarse en los sindicatos de la industria cinematográfica. Siegel ganaba millones extorsionando a las productoras cinematográficas y sólo tenía que pagar a Dragna un tributo por trabajar en su territorio. Con Nueva York del lado de Siegel, Dragna apenas podía hacer nada para controlar el dominio de La Comisión sobre la ciudad. La principal razón por la que Siegel llegó a California fue para organizar un servicio de cable de carreras de caballos en la costa oeste para el Sindicato Nacional, en cuya creación Siegel y Dragna colaboraron estrechamente. Dragna y Siegel intentaron muchos métodos para hacerse con Continental Press Service (el principal servicio de noticias por cable de la época). Los intentos de comprar la empresa y de obligar a sus propietarios no funcionaron, así que crearon su propia empresa llamada Trans-America. El Chicago Outfit acabó haciéndose con Continental Racing Services, su rival, y cedió todo el porcentaje del cable de carreras de la costa oeste a Dragna, lo que enfureció a Siegel.

#### Battle of Sunset Strip
Cuando Siegel cayó en desgracia en Nueva York, se ordenó su asesinato. Aunque este oficialmente sigue sin resolverse, una teoría es que los hombres de Dragna recibieron la orden de matarlo. Tras la muerte de Siegel, su lugarteniente Mickey Cohen se hizo cargo del resto de sus operaciones de juego y usura en Los Ángeles. Se negó a alinearse con Dragna y éste vio en ello una oportunidad para eliminarle, ya que Cohen empezó a crear su propia familia del crimen, que rápidamente empezó a rivalizar con la de Dragna. Dragna empezó primero a reclutar a los hombres italianos de Cohen, como Dominic Brooklier, para su familia y a matar a sus otros hombres, como David Ogul, Frank Niccoli, Neddie Herbert y Harold "Hooky" Rothman. Sin embargo, por pura suerte, Cohen sobrevivió a muchos atentados contra su vida (John Roselli comparó a Cohen con Bugs Moran). En 1951, Cohen fue encarcelado por evasión fiscal y la familia de Los Ángeles se instaló en su negocio de juego.
El número de asesinatos de alto perfil y de gángsters que se trasladaban a la costa oeste, combinado con la destitución del alcalde Frank L. Shaw por cargos de corrupción relacionados con el crimen organizado, hizo que las fuerzas del orden dejaran de complacer a la Mafia. A finales de la década de 1930, el Fiscal General de California Earl Warren tomó el mando de un duro asalto contra el imperio de Dragna, sobre todo cerrando los barcos de juego dirigidos por Anthony Cornero. El 14 de febrero de 1950, la Comisión de California contra el Crimen Organizado señaló a Dragna como el jefe de un sindicato del crimen que controlaba la delincuencia en el sur de California. Poco después, varios miembros de su familia fueron detenidos por el atentado contra la casa de Mickey Cohen. Dragna huyó del estado y fue buscado para ser interrogado. Más tarde se entregó y fue interrogado en las audiencias Kefauver junto con Roselli y Bompensiero, pero negó todas las acusaciones que pesaban sobre él. La familia de Dragna, sin embargo, se mantuvo fuerte durante toda la década de 1950.

### DeSimone y Licata

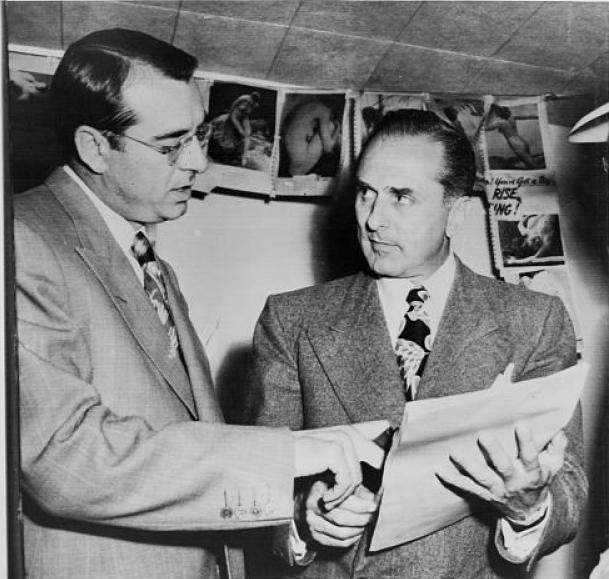
Frank DeSimone (izquierda) y John Roselli

Mientras otras familias mafiosas del país prosperaban en la década de 1950, la de Los Ángeles comenzaba su declive. Cuando William H. Parker se convirtió en jefe de policía del Departamento de Policía de Los Ángeles en 1950, la policía empezó a tomar medidas enérgicas contra el crimen organizado en lugar de ayudarlo. La debilitada familia de Los Ángeles perdió terreno frente a la Chicago Outfit y las Familias de Nueva York. Debido a los más de 50 asesinatos de bandas sin resolver en la primera mitad del siglo, el LAPD formó un grupo especial para hacer frente al problema: "The Gangster Squad". Este grupo de hombres acosó a la familia de Dragna, así como a la de Cohen a lo largo de la década de 1950. Frank Bompensiero y Jimmy Fratianno comenzaron a cumplir penas de prisión en 1953 y 1954, respectivamente. En 1956 Jack Dragna murió de un ataque al corazón y se hizo una votación entre los miembros más veteranos de la familia para elegir a su nuevo jefe. Johnny Roselli se consideraba la opción más lógica, pero el abogado reconvertido en gángster Frank DeSimone resultó victorioso. Un decepcionado Roselli, que consideraba que DeSimone había amañado la elección, se transfirió de nuevo al Chicago Outfit. Fratianno hizo lo mismo tras salir de la cárcel en 1960.
Sin Dragna y con su hermano Tom retirado tras su muerte, la familia criminal se descontroló. Pronto se hizo evidente que DeSimone era un jefe incompetente. Según un informante no identificado, violó a la esposa del antiguo subjefe Girolamo "Momo" Adamo, lo que provocó que Adamo disparara a su esposa (que sobrevivió) y se suicidara. Esto significó que los tres hombres más importantes de la época de Dragna, el jefe, el subjefe y el consigliere, estaban inactivos en Los Ángeles casi inmediatamente después de que DeSimone se hiciera cargo. DeSimone estuvo presente en la malograda Reunión de Apalachin con su subjefe Simone Scozzari. Cuando la reunión fue asaltada por la policía, DeSimone fue descubierto como mafioso. Antes no tenía antecedentes y se creía que era un simple abogado. Scozzari quedó bajo la lupa de las fuerzas del orden tras la reunión y fue deportado a Italia en 1962 por ser un inmigrante ilegal. En 1965, se estimaba que el número de miembros de la familia que vivían en Los Ángeles se había reducido a 30. mientras que la familia en realidad tenía una fuerte presencia en San Diego. A DeSimone le preocupaba "sacudir" a los jugadores y corredores de apuestas por miedo a que acudieran a la policía. En la década de 1960, el jefe de la familia criminal Bonanno Joseph Bonanno conspiró para que mataran a DeSimone por no aprovechar las oportunidades criminales de Los Ángeles. El plan se frustró, pero hizo que DeSimone se volviera muy paranoico y nunca saliera de su casa por la noche. El infructuoso reinado de DeSimone concluyó con su muerte en 1967, tras 11 años en el poder.
Le sucedió el segundo subjefe de DeSimone Nick "Old Man" Licata. Licata tenía fuertes lazos con familias mafiosas del Medio Oeste y el Sur y mantenía contacto con la mafia de Las Vegas. Para entonces, las fuerzas del orden sabían mucho de las actividades de la mafia en Los Ángeles, a lo que contribuyó que el principal sicario Frank Bompensiero se convirtiera en informador encubierto en 1967. En 1963 Joe Valachi reveló que la Mafia era una sociedad criminal secreta, ayudando en los ataques de las fuerzas del orden contra el crimen organizado y señaló a Licata como un mafioso de alto rango en Los Ángeles. Un punto brillante durante el periodo fue que la empresa de Louis Tom Dragna "Roberta Dress Manufacturing" se estaba convirtiendo en un negocio de 10 millones de dólares al año. Esto fue posible porque en la década de 1950, Jack Dragna trajo en avión desde Nueva York al experto en sindicatos Johnny Dio para que enseñara a Louis cómo manipular a los sindicatos en el distrito de la confección de Los Ángeles. Licata tenía grandes esperanzas de restaurar la familia en declive, pero con la policía y el FBI vigilando constantemente a su familia, Licata no pudo hacer un trabajo mucho mejor que DeSimone. El 9 de julio de 1969, Licata fue puesto bajo custodia tras negarse a responder preguntas en una sesión del gran jurado federal sobre la estructura del sindicato del crimen de Los Ángeles. Fue declarado en desacato por negarse a testificar después de que se le concediera inmunidad judicial y finalmente cumplió seis meses de prisión. Un par de acusaciones a mediados de la década de 1970 amenazan con llevar a prisión a la mayor parte de la familia trabajadora. En marzo de 1973, siete hombres fueron detenidos por dirigir una operación de juego amañado en Los Ángeles que reportaba hasta 250.000 dólares al mes. Su juicio se retrasó cuando el informante y testigo clave, el ex socio de la mafia John Dubcek, fue asesinado a tiros en Las Vegas. Aunque esto asustó a otros informantes para que no testificaran, aun así fueron condenados y recibieron sentencias leves. Cuatro meses más tarde, otros 12 hombres, fueron acusados de conspiración, crimen organizado y extorsión contra corredores de apuestas, usureros y pornógrafos. El subjefe de Licata Joseph Dippolito tenía una gran influencia en San Bernardino y el Inland Empire tanto en empresas legítimas como criminales. Se le consideraba el sucesor de Licata, pero murió inesperadamente de un ataque al corazón en enero de 1974 a la edad de 59 años. El 19 de octubre de 1974, tras una larga batalla contra la enfermedad, Nick Licata murió a los 77 años.

### Fratianno se da la vuelta

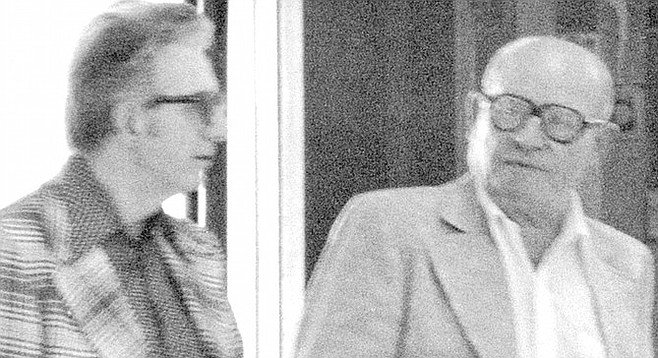
Los antiguos miembros Jimmy Fratianno (izquierda) y Frank Bompensiero ascendieron hasta convertirse en jefe en funciones y consigliere, respectivamente, de la familia de Los Ángeles en la década de 1970

El sucesor de Licata, Dominic Brooklier, fue capaz de estabilizar inicialmente los negocios de la familia, pero más tarde soportó el considerable daño causado por los informadores del FBI. Brooklier pudo ganar mucho dinero en pornografía, extorsión y drogas, pero no fue capaz de recuperar el control de muchos chanchullos independientes de apuestas en Los Ángeles. El último mafioso describió varios casos durante la época en los que la familia de Los Ángeles extorsionaba a productores de cine de la industria del porno. Estos productores pagaban una cantidad a sus patrocinadores mafiosos, normalmente en la Costa Este, para que arreglaran las cosas con la mafia de Los Ángeles. Una vez que los productores pagaban, los patrocinadores de la mafia se repartían en secreto el dinero con la familia de Los Ángeles. Más tarde, Brooklier ordenó la muerte de Frank Bompensiero por sus crecientes críticas a la familia, y más tarde encontró pruebas fehacientes de que Bompensiero estaba cooperando con el FBI. Cuando Brooklier fue condenado a 20 meses de prisión junto con el subjefe Samuel Sciortino en 1975, Jimmy Fratianno a petición de Tom Dragna, se trasladó de nuevo a la familia de Los Ángeles desde Chicago, y fue nombrado jefe en funciones de Los Ángeles junto con Dragna. Fratianno viajó por todo el país haciendo nuevas conexiones y tratos. El objetivo de Fratianno era devolver a la alicaída familia de Los Ángeles su estatura y reputación entre la Mafia. Desde la muerte de Jack Dragna en 1956, Los Ángeles empezaba a ser vista como una "ciudad abierta" en la que cualquier familia mafiosa podía hacer negocios, pero Fratianno esperaba que, restaurando a la debilitada familia, él sería un candidato para dirigirla oficialmente después de que Brooklier fuera puesto en libertad. Sin embargo, al salir de prisión, Brooklier recuperó rápidamente el control de la familia, y Fratianno volvió a ser un soldado de bajo nivel.
La caída de la familia de Los Ángeles se produjo cuando Fratianno se convirtió en el segundo mafioso estadounidense en convertirse en testigo del gobierno y testificar contra la Mafia ante un tribunal. El 6 de octubre de 1977, Danny Greene fue asesinado por un coche bomba en Ohio, y Ray Ferritto fue detenido por el asesinato. Ferritto implicó a Fratianno en la planificación del asesinato, y Fratianno fue acusado de cargos relacionados con el atentado. Temiendo por su seguridad, Fratianno accedió a convertirse en testigo del gobierno contra la Mafia. A cambio de su testimonio, se declaró culpable de los cargos de asesinato y fue condenado a cinco años de prisión, de los que cumplió 21 meses. En 1980, tras testificar para el gobierno, lo que condujo a la condena por crimen organizado de cinco reputadas figuras de la Mafia, Fratianno ingresó en el Programa Federal de Protección de Testigos. Fratianno afirmó que la Mafia había puesto una recompensa de 100.000 dólares por su vida. Brooklier, que no confiaba en Fratianno, ordenó el golpe porque Fratianno había afirmado que se presentaba como jefe de la familia, y sintió que intentaba usurparle. Fratianno testificó contra mafiosos no sólo de Los Ángeles, sino de todo el país. Aunque el Departamento de Justicia pensó que por fin había paralizado a la mafia en Los Ángeles, un juez federal condenó a Brooklier, Sciortino, Michael Rizzitello, Dragna y Jack LoCicero a penas leves de entre dos y cinco años en 1981 por crimen organizado y extorsión. Brooklier siguió dirigiendo la familia desde su celda de la cárcel hasta que murió de un ataque al corazón en 1984. Con el encarcelamiento de Brooklier, el capo Peter Milano dio rápidamente un paso al frente y comenzó a dirigir la familia en 1981.

### Los hermanos Milano
Peter Milano fue nombrado oficialmente jefe de la familia criminal de Los Ángeles con la muerte de Brooklier en 1984. Hizo a su hermano Carmen "Flipper" Milano su subjefe. Desde el reinado de Milano, la familia estuvo muy implicada en el narcotráfico, la pornografía, el juego y la usura. 20 presuntos miembros de la delincuencia organizada fueron arrestados en 1984, en lo que, según las fuerzas del orden, era un intento de hacerse con una operación de apuestas de un millón de dólares a la semana en Los Ángeles. Ninguno de los hermanos Milano (ni seis de los otros detenidos inicialmente) fueron acusados por falta de pruebas. Cuando Peter Milano se convirtió en jefe, rejuveneció la mermada familia incorporando nuevos miembros como Stephen "Steve la Ballena" Cino, el cantante Charles "Bobby Milano" Caci, Luigi "Louie" Gelfuso Jr. y los hermanos Lawrence y Anthony "El Animal" Fiato en la familia. El mafioso convertido en informador Kenny Gallo atribuyó a los hermanos el mérito de "ayudar a Pete Milano a renovar la familia de Los Ángeles". Con una familia reforzada Milano consiguió que casi todos los corredores de apuestas de Los Ángeles pagaran un impuesto mafioso a la Familia de Los Ángeles. Robert "Puggy" Zeichick concedió a Anthony Fiato un préstamo de un millón de dólares que se utilizó para financiar una enorme operación de usura. La familia se convirtió en los operadores de usureros dominantes de la zona. La influencia de la familia se extendía hasta Las Vegas, donde tenían vínculos de larga data con lo que la Mafia consideraba una "ciudad abierta" en la que cualquier familia podía trabajar.
Toda la jerarquía de la familia, incluidos los hermanos Milano, los capitanes Mike Rizzitello, Jimmy Caci y Luigi Gelfuso, junto con muchos otros mafiosos, fueron detenidos por diversos cargos a finales de la década de 1980, debido en gran parte a la información y las grabaciones recopiladas por los hermanos Fiato. Estas acusaciones a tantos miembros paralizaron permanentemente a la familia y la pusieron al borde de la extinción. Mientras que Rizzitello, que fue absuelto de sus cargos originales en el juicio, fue condenado a 33 años de prisión en 1989 por intento de asesinato (donde moriría en 2005) los hermanos Milano se declararon culpables de cargos menores; Peter fue condenado a seis años de prisión y Carmen a seis meses. Casi todos los miembros de la familia acusada se declararon culpables para recibir penas menores y el FBI consideró que la mafia había terminado en Los Ángeles.
Sin embargo, desde la puesta en libertad condicional de Peter Milano en 1991, éste retomó el control de la debilitada familia. Desde entonces, la familia de Los Ángeles se ha trasladado a Las Vegas con la familia criminal de Búfalo. La familia volvió a aparecer en los titulares con el asesinato del socio de Chicago Outfit Herbert "Fat Herbie" Blitzstein a manos de socios de la familia de Búfalo y Los Ángeles en 1997. Blizstein tenía un lucrativo negocio de prestamistas y fraude de seguros de automóviles del que las dos familias se hicieron cargo. Esto provocó un gran escrutinio del FBI sobre ambas familias. Miembros como Stephen Cino y Alfred Mauriello fueron condenados por cargos relacionados, junto con otros asociados que cooperaron con los funcionarios para recibir una sentencia reducida, poniendo a la familia del crimen de Los Ángeles en su última etapa. En la década de 1990 se estimaba que la familia de Los Ángeles contaba con 20 miembros oficiales.

### Última posición
Gran parte de las actividades de la familia del crimen se han vuelto desconocidas desde las acusaciones de Las Vegas. Las fuerzas del orden han desplazado su atención del crimen organizado hacia las bandas callejeras, como las bandas mexicanas y afroamericanas, que son mucho más frecuentes y extendidas. Hasta su muerte, se seguía creyendo que Peter Milano era el jefe oficial de la familia criminal de Los Ángeles. Sin embargo, desde finales de la década de 1990, su participación en el crimen junto con la de otros miembros se había reducido considerablemente. Algunos miembros, como Rocco Zangari y Russell Massetia, se trasladaron fuera del estado y abandonaron la familia por completo. Otros miembros, como Carmen Milano y Jimmy Caci murieron de viejos sin que nadie más joven pudiera sustituirlos. Los Ángeles no tiene una alta concentración de italianos como la Costa Este para apoyarlos, por lo que reclutar nuevos miembros es todo un reto. Con los numerosos grupos raciales del Sur de California, La Cosa Nostra se enfrentó a una ardua batalla para desafiar a las numerosas bandas callejeras de la zona por los chanchullos criminales. Las fuerzas del orden también consideran una amenaza a los miembros de la Mafia de la Costa Este que se trasladan a California.
Tommaso "Tommy" Gambino, un magnate del prosecco afincado en Los Ángeles e hijo de Rosario Gambino, es el reputado jefe de la familia desde 2012. Según informantes del FBI y de la Real Policía Montada de Canadá (RCMP), el gángster canadiense y socio de la familia criminal Musitano Albert Iavarone fue incorporado a la familia de Los Ángeles poco antes de morir tiroteado en Hamilton, Ontario el 13 de septiembre de 2018.

## Liderazgo histórico

### Jefe (oficial y en funciones)
- 1922-1925: Rosario DeSimone - dimitió.
- 1925-1931: Joseph "Iron Man" Ardizzone - asesinado.
- 1931-1956: Jack Dragna - murió el 23 de febrero de 1956.
- 1956-1967: Frank DeSimone
- 1967-1974: Nicolo "Old Man Nick" Licata
- 1974-1984: Dominic "Jimmy" Brooklier - encarcelado 1975-1977, 1981-1984, murió en 1984.
  - En funciones 1975-1977: Aladena "Jimmy La Comadreja" Fratianno
  - En funciones 1981-1984: Peter Milano - se convirtió en jefe oficial.
- 1984-2012: Peter Milano[2]
- 2012-presente: Tommaso "Tommy" Gambino

### Subjefe
- 1925-1931: Jack Dragna
- 1931-1956: Girolamo "Momo" Adamo - degradado.
- 1956-1962: Simone "Sam" Scozzari
- 1962-1967: Nicolo "Old Man Nick" Licata
- 1967-1974: Joseph "Joe Dip" Dippolito
- 1974: Dominic "Jimmy" Brooklier[69]
- 1974-1979: Samuel Sciortino
- 1984-2006: Carmen Milano
- 2006-2012: Tommaso "Tommy" Gambino[70][71][72]

### Consigliere
- 1931-1956: Gaetano "Tom" Dragna
- 1956-1962: Nicolo "Old Man Nick" Licata
- 1962-1975: Thomas "Tommy" Palermo[73]
- 1975-1977: Frank "Bomp" Bompensiero
- 1977-1982: Giacomo "Jack" LoCicero[2]